# Falak mögött a világ
A Falak mögött a világ (korábbi nevén Falak) egy magyar science fiction antológia, melyet az Ad Astra kiadó jelentetett meg 2014-ben. A kötet kortárs magyar sci-fi-szerzők munkáiból nyújt válogatást, melyek központi témája a minket körülvevő és gátló, elméleti illetve fizikai falak jelensége. A sci-fi mellett megtalálhatunk néhány misztikus novellát is. Az írásokat Szélesi Sándor válogatta össze.

## Tartalomjegyzék
Falak mögött a világ. SF-antológia; szerk. Szélesi Sándor, Kádár Zsolt; Ad Astra, Bp., 2014
- Puska Veronika: Hozzáférés megtagadva
- Bukros Zsolt: Megvilágosodás
- Mészáros András: Rossz konfiguráció
- Jónás Zsolt: Határtalan
- Benyák Zoltán: Sapiens
- Galántai Zoltán: A labirintus falai mögött
- Szélesi Sándor: Holt idők, ha kísértenek
- F. Tóth Benedek: Oda, ahol a Nap ragyog
- Novák Gábor: Mugen Bejbe Beat
- Csejk Miklós: Lángoló falak a kapaszulám körül
- Királyházi Csaba: Nikotin City
- Szilágyi Zoltán: Az utolsó kocka
- Farkas Balázs: Kamrák
- Horváth György: Prospektus

## Külső hivatkozások
- A kötet a Moly.hu-n
- A Falak mögött a világ az Ad Astra webboltjában.